# Filellum conopeum
Filellum conopeum is een hydroïdpoliep uit de familie Lafoeidae. De poliep komt uit het geslacht Filellum. Filellum conopeum werd in 2003 voor het eerst wetenschappelijk beschreven door Watson. 